# Кубок Англії з футболу 1981—1982
Кубок Англії з футболу 1981—1982 — 101-й розіграш найстарішого футбольного турніру у світі, Кубка виклику Футбольної Асоціації, також відомого як Кубок Англії. Вдруге поспіль титул здобув Тоттенгем Готспур.

## Перший раунд
| Дата                      | Господарі          | Рахунок | Гості                  |
| ------------------------- | ------------------ | ------- | ---------------------- |
| 20 листопада              | Бристоль Сіті      | 2:2     | Торкі Юнайтед          |
| 25 листопада Перегравання | Торкі Юнайтед      | 1:2     | Бристоль Сіті          |
| 21 листопада              | Енфілд             | 2:0     | Гастінгс Юнайтед       |
| 21 листопада              | Честерфілд         | 4:1     | Престон Норт-Енд       |
| 21 листопада              | Дарлінгтон         | 2:2     | Карлайл Юнайтед        |
| 24 листопада Перегравання | Карлайл Юнайтед    | 3:1     | Дарлінгтон             |
| 21 листопада              | Борнмут            | 1:0     | Редінг                 |
| 21 листопада              | Бернлі             | 0:0     | Ранкорн                |
| 24 листопада Перегравання | Ранкорн            | 1:2     | Бернлі                 |
| 21 листопада              | Дорчестер Таун     | 3:3     | Майнгед                |
| 23 листопада Перегравання | Майнгед            | 0:4     | Дорчестер Таун         |
| 21 листопада              | Рочдейл            | 2:2     | Галл Сіті              |
| 24 листопада Перегравання | Галл Сіті          | 2:2     | Рочдейл                |
| 30 листопада Перегравання | Галл Сіті          | 1:0     | Рочдейл                |
| 21 листопада              | Веймут             | 0:0     | Нортгемптон Таун       |
| 24 листопада Перегравання | Нортгемптон Таун   | 6:2     | Веймут                 |
| 21 листопада              | Лінкольн Сіті      | 2:2     | Порт Вейл              |
| 30 листопада Перегравання | Порт Вейл          | 0:0     | Лінкольн Сіті          |
| 2 грудня Перегравання     | Порт Вейл          | 2:0     | Лінкольн Сіті          |
| 21 листопада              | Стаффорд Рейнджерс | 1:2     | Йорк Сіті              |
| 21 листопада              | Свіндон Таун       | 2:1     | Тонтон Таун            |
| 21 листопада              | Шеффілд Юнайтед    | 2:2     | Олтрінгем              |
| 23 листопада Перегравання | Олтрінгем          | 3:0     | Шеффілд Юнайтед        |
| 21 листопада              | Бішоп Окленд       | 4:1     | Нанітон Боро           |
| 21 листопада              | Транмер Роверз     | 1:1     | Бері                   |
| 24 листопада Перегравання | Бері               | 3:1     | Транмер Роверз         |
| 21 листопада              | Стокпорт Каунті    | 3:1     | Мосслі                 |
| 21 листопада              | Дувр               | 0:2     | Оксфорд Юнайтед        |
| 21 листопада              | Брентфорд          | 2:0     | Ексетер Сіті           |
| 21 листопада              | Бристоль Роверз    | 1:2     | Фулгем                 |
| 21 листопада              | Портсмут           | 1:1     | Міллволл               |
| 25 листопада Перегравання | Міллволл           | 3:1     | Портсмут               |
| 21 листопада              | Плімут Аргайл      | 0:0     | Джиллінгем             |
| 24 листопада Перегравання | Джиллінгем         | 1:0     | Плімут Аргайл          |
| 21 листопада              | Пенріт             | 1:0     | Честер Сіті            |
| 21 листопада              | Сканторп Юнайтед   | 1:0     | Бредфорд Сіті          |
| 21 листопада              | Блайт Спартанс     | 1:2     | Волсолл                |
| 21 листопада              | Бедфорд Таун       | 0:2     | Вімблдон               |
| 21 листопада              | Менсфілд Таун      | 0:1     | Донкастер Роверз       |
| 21 листопада              | Галіфакс Таун      | 0:3     | Пітерборо Юнайтед      |
| 21 листопада              | Воркінгтон         | 1:1     | Гаддерсфілд Таун       |
| 24 листопада Перегравання | Гаддерсфілд Таун   | 5:0     | Воркінгтон             |
| 21 листопада              | Герефорд Юнайтед   | 3:1     | Саутенд Юнайтед        |
| 21 листопада              | Бішопс Стортфорд   | 2:2     | Саттон Юнайтед         |
| 24 листопада Перегравання | Саттон Юнайтед     | 2:1     | Бішопс Стортфорд       |
| 21 листопада              | Бідефорд           | 1:2     | Баркінг                |
| 21 листопада              | Олдершот           | 2:0     | Лейтонстоун-енд-Ілфорд |
| 21 листопада              | Горден КВ          | 0:1     | Блекпул                |
| 21 листопада              | Віган Атлетік      | 2:2     | Гартліпул Юнайтед      |
| 25 листопада Перегравання | Гартліпул Юнайтед  | 1:0     | Віган Атлетік          |
| 21 листопада              | Бостон Юнайтед     | 0:1     | Кеттерінг Таун         |
| 21 листопада              | Гарлоу Таун        | 0:0     | Барнет                 |
| 24 листопада Перегравання | Барнет             | 1:0     | Гарлоу Таун            |
| 21 листопада              | Колчестер Юнайтед  | 2:0     | Ньюпорт Каунті         |
| 21 листопада              | Гендон             | 1:1     | Вікем Вондерерз        |
| 24 листопада Перегравання | Вікем Вондерерз    | 2:0     | Гендон                 |
| 21 листопада              | Дагенем            | 2:2     | Йовіл Таун             |
| 25 листопада Перегравання | Йовіл Таун         | 0:1     | Дагенем                |
| 21 листопада              | Вілленгол Таун     | 0:1     | Кру Александра         |

## Другий раунд
До другого раунду увійшли переможці першого раунду. 
| Дата                   | Господарі         | Рахунок | Гості             |
| ---------------------- | ----------------- | ------- | ----------------- |
| 12 грудня              | Честерфілд        | 0:1     | Гаддерсфілд Таун  |
| 12 грудня              | Донкастер Роверз  | 3:0     | Пенріт            |
| 12 грудня              | Дорчестер Таун    | 1:1     | Борнмут           |
| 15 грудня Перегравання | Борнмут           | 2:1     | Дорчестер Таун    |
| 12 грудня              | Йорк Сіті         | 0:0     | Олтрінгем         |
| 2 січня Перегравання   | Олтрінгем         | 4:3     | Йорк Сіті         |
| 15 грудня              | Енфілд            | 4:1     | Вімблдон          |
| 15 грудня              | Барнет            | 2:0     | Вікем Вондерерз   |
| 15 грудня              | Бристоль Сіті     | 3:0     | Нортгемптон Таун  |
| 15 грудня              | Джиллінгем        | 1:1     | Баркінг           |
| 2 січня Перегравання   | Баркінг           | 3:1     | Джиллінгем        |
| 15 грудня              | Свіндон Таун      | 2:1     | Саттон Юнайтед    |
| 15 грудня              | Олдершот          | 2:2     | Оксфорд Юнайтед   |
| 30 грудня Перегравання | Оксфорд Юнайтед   | 4:2     | Олдершот          |
| 16 грудня              | Брентфорд         | 1:1     | Колчестер Юнайтед |
| 30 грудня Перегравання | Колчестер Юнайтед | 1:0     | Брентфорд         |
| 30 грудня              | Дагенем           | 1:2     | Міллволл          |
| 2 січня                | Бері              | 1:1     | Бернлі            |
| 4 січня Перегравання   | Бернлі            | 2:1     | Бері              |
| 2 січня                | Кру Александра    | 1:3     | Сканторп Юнайтед  |
| 2 січня                | Порт Вейл         | 4:1     | Стокпорт Каунті   |
| 2 січня                | Герефорд Юнайтед  | 1:0     | Фулгем            |
| 2 січня                | Кеттерінг Таун    | 0:3     | Блекпул           |
| 2 січня                | Пітерборо Юнайтед | 2:1     | Волсолл           |
| 4 січня                | Галл Сіті         | 2:0     | Гартліпул Юнайтед |
| 9 січня                | Карлайл Юнайтед   | 1:0     | Бішоп Окленд      |

## Третій раунд
| Дата                  | Господарі                | Рахунок | Гості                    |
| --------------------- | ------------------------ | ------- | ------------------------ |
| 2 січня               | Енфілд                   | 1:3     | Крістал Пелес            |
| 2 січня               | Борнмут                  | 0:2     | Оксфорд Юнайтед          |
| 2 січня               | Барнет                   | 0:0     | Брайтон енд Гоув Альбіон |
| 5 січня Перегравання  | Брайтон енд Гоув Альбіон | 3:1     | Барнет                   |
| 2 січня               | Вотфорд                  | 1:0     | Манчестер Юнайтед        |
| 2 січня               | Лестер Сіті              | 3:1     | Саутгемптон              |
| 2 січня               | Ноттінгем Форест         | 1:3     | Рексем                   |
| 2 січня               | Болтон Вондерерз         | 3:1     | Дербі Каунті             |
| 2 січня               | Вулвергемптон Вондерерз  | 1:3     | Лідс Юнайтед             |
| 2 січня               | Вест-Бромвіч Альбіон     | 3:2     | Блекберн Роверз          |
| 2 січня               | Лутон Таун               | 2:1     | Свіндон Таун             |
| 2 січня               | Донкастер Роверз         | 2:1     | Кембридж Юнайтед         |
| 2 січня               | Тоттенгем Готспур        | 1:0     | Арсенал                  |
| 2 січня               | Манчестер Сіті           | 3:1     | Кардіфф Сіті             |
| 2 січня               | Квінз Парк Рейнджерс     | 1:1     | Мідлсбро                 |
| 18 січня Перегравання | Мідлсбро                 | 2:3     | Квінз Парк Рейнджерс     |
| 2 січня               | Ковентрі Сіті            | 3:1     | Шеффілд Венсдей          |
| 2 січня               | Вест Гем Юнайтед         | 2:1     | Евертон                  |
| 2 січня               | Сток Сіті                | 0:1     | Норвіч Сіті              |
| 2 січня               | Ротергем Юнайтед         | 1:1     | Сандерленд               |
| 18 січня Перегравання | Сандерленд               | 1:0     | Ротергем Юнайтед         |
| 2 січня               | Свонсі Сіті              | 0:4     | Ліверпуль                |
| 2 січня               | Бірмінгем Сіті           | 2:3     | Іпсвіч Таун              |
| 2 січня               | Лейтон Орієнт            | 1:0     | Чарльтон Атлетік         |
| 4 січня               | Ньюкасл Юнайтед          | 1:1     | Колчестер Юнайтед        |
| 18 січня Перегравання | Колчестер Юнайтед        | 3:4     | Ньюкасл Юнайтед          |
| 5 січня               | Джиллінгем               | 2:1     | Олдем Атлетік            |
| 5 січня               | Ноттс Каунті             | 0:6     | Астон Вілла              |
| 5 січня               | Шрусбері Таун            | 1:0     | Порт Вейл                |
| 5 січня               | Барнслі                  | 0:2     | Блекпул                  |
| 5 січня               | Міллволл                 | 1:6     | Грімсбі Таун             |
| 6 січня               | Сканторп Юнайтед         | 1:1     | Герефорд Юнайтед         |
| 20 січня Перегравання | Герефорд Юнайтед         | 4:1     | Сканторп Юнайтед         |
| 6 січня               | Пітерборо Юнайтед        | 0:1     | Бристоль Сіті            |
| 18 січня              | Бернлі                   | 6:1     | Олтрінгем                |
| 18 січня              | Челсі                    | 0:0     | Галл Сіті                |
| 21 січня Перегравання | Галл Сіті                | 0:2     | Челсі                    |
| 23 січня              | Карлайл Юнайтед          | 2:3     | Гаддерсфілд Таун         |

## Четвертий раунд
У цьому раунді зіграли переможці попереднього етапу.
| Дата                  | Господарі                | Рахунок | Гості                |
| --------------------- | ------------------------ | ------- | -------------------- |
| 23 січня              | Блекпул                  | 0:0     | Квінз Парк Рейнджерс |
| 26 січня Перегравання | Квінз Парк Рейнджерс     | 3:1     | Блекпул              |
| 23 січня              | Бристоль Сіті            | 0:1     | Астон Вілла          |
| 23 січня              | Вотфорд                  | 2:0     | Вест Гем Юнайтед     |
| 23 січня              | Джиллінгем               | 0:1     | Вест-Бромвіч Альбіон |
| 23 січня              | Сандерленд               | 0:3     | Ліверпуль            |
| 23 січня              | Лутон Таун               | 0:3     | Іпсвіч Таун          |
| 23 січня              | Шрусбері Таун            | 1:0     | Бернлі               |
| 23 січня              | Ньюкасл Юнайтед          | 1:2     | Грімсбі Таун         |
| 23 січня              | Тоттенгем Готспур        | 1:0     | Лідс Юнайтед         |
| 23 січня              | Манчестер Сіті           | 1:3     | Ковентрі Сіті        |
| 23 січня              | Брайтон енд Гоув Альбіон | 0:3     | Оксфорд Юнайтед      |
| 23 січня              | Норвіч Сіті              | 2:1     | Донкастер Роверз     |
| 23 січня              | Крістал Пелес            | 1:0     | Болтон Вондерерз     |
| 23 січня              | Челсі                    | 0:0     | Рексем               |
| 26 січня Перегравання | Рексем                   | 1:1     | Челсі                |
| 1 лютого Перегравання | Рексем                   | 1:2     | Челсі                |
| 23 січня              | Герефорд Юнайтед         | 0:1     | Лестер Сіті          |
| 26 січня              | Гаддерсфілд Таун         | 1:1     | Лейтон Орієнт        |
| 1 лютого Перегравання | Лейтон Орієнт            | 2:0     | Гаддерсфілд Таун     |

## П'ятий раунд
На цьому етапі зіграли переможці попереднього раунду.
| Дата                   | Господарі            | Рахунок | Гості           |
| ---------------------- | -------------------- | ------- | --------------- |
| 13 лютого              | Лестер Сіті          | 2:0     | Вотфорд         |
| 13 лютого              | Вест-Бромвіч Альбіон | 1:0     | Норвіч Сіті     |
| 13 лютого              | Шрусбері Таун        | 2:1     | Іпсвіч Таун     |
| 13 лютого              | Тоттенгем Готспур    | 1:0     | Астон Вілла     |
| 13 лютого              | Квінз Парк Рейнджерс | 3:1     | Грімсбі Таун    |
| 13 лютого              | Ковентрі Сіті        | 4:0     | Оксфорд Юнайтед |
| 13 лютого              | Крістал Пелес        | 0:0     | Лейтон Орієнт   |
| 16 лютого Перегравання | Лейтон Орієнт        | 0:1     | Крістал Пелес   |
| 13 лютого              | Челсі                | 2:0     | Ліверпуль       |

## Шостий раунд
На цьому етапі зіграли переможці попереднього раунду.
| Дата      | Господарі            | Рахунок | Гості             |
| --------- | -------------------- | ------- | ----------------- |
| 6 березня | Лестер Сіті          | 5:2     | Шрусбері Таун     |
| 6 березня | Вест-Бромвіч Альбіон | 2:0     | Ковентрі Сіті     |
| 6 березня | Квінз Парк Рейнджерс | 1:0     | Крістал Пелес     |
| 6 березня | Челсі                | 2:3     | Тоттенгем Готспур |

## Півфінали
У півфіналах зіграли команди, що перемогли на попередньому етапі.
| Дата     | Господарі            | Рахунок | Гості                |
| -------- | -------------------- | ------- | -------------------- |
| 3 квітня | Тоттенгем Готспур    | 2:0     | Лестер Сіті          |
| 3 квітня | Квінз Парк Рейнджерс | 1:0     | Вест-Бромвіч Альбіон |

## Фінал
| 22 травня 1982 |

| Тоттенгем Готспур | 1:1      | Квінз Парк Рейнджерс |
| ----------------- | -------- | -------------------- |
| Годдл 110'        | Протокол | Фенвік 115'          |

| Вемблі, Лондон Глядачів: 100 000 Арбітр: Клайв Вайт |

Перегравання
| 27 травня 1982 |

| Тоттенгем Готспур | 1:0      | Квінз Парк Рейнджерс |
| ----------------- | -------- | -------------------- |
| Годдл 6' (пен.)   | Протокол |                      |

| Вемблі, Лондон Глядачів: 90 000 Арбітр: Клайв Вайт |